# Yoshimitsu Yamada
Yoshimitsu Yamada (山田嘉光; Tokyo, 17. veljače 1938.), japanski majstor borilačkih vještina. Izravni je učenik Moriheija Ueshibe. Nositelj je 8. Dana u aikidu. 

## Životopis
Yoshimitsu Yamada je rođen u Tokyu 1938. godine. Za aikido se zainteresirao preko očeva rođaka Abe Tadashija, koji je vježbao u Hombu dojo-u. U Hombu dojo ušao je kao uchi uchi-deshi 1955. godine u dobi od 17 godina. Njegova sposobnost govorenja engleskog jezika učinili su ga prirodnim izborom za podučavanje američkih vojnika. Prvi put je u Sjedinjene Američke Države došao 1964. godine kako bi održao aikido demonstracije na Svjetskom sajmu u New Yorku. Iako je izvorni New York Aikikai osnovan 1961. godine, a vodio ga je Yasuo Ohara, kada se Yamada preselio u New York, preuzeo je kontrolu i preselio dojo iz 18. ulice na njegovo današnje mjesto.
U to doba nije bilo nijednog drugog instruktora aikida (osim izvornog osnivača New York Aikikaija Yasuoa Ohare) iz Japana na istočnoj obali Sjedinjenih Američkih Država, pa je Yamada putovao tjedno u Boston, s čestim putovanjima i u Philadelphiju. Kako bi sa sebe skinuo veliki teret 1966. godine pozvao je Mitsunarija Kanaija da preuzme malu grupu u Bostonu. Godine 1988. Yamada je pozvao Seiichi Sugano da se pridruži njegovom dojo-u, čineći ga jednim od rijetkih dojo-a izvan Japana koji je imao dva shihana, a koji su bili nivoa 8. Dan. Godine 2004. New York Aikikai proslavio je 40. godišnjicu postojanja ljetnim kampom na Sveučilištu Colgate, uz mnoštvo shihana, a prisustvovao je i doshu Moriteru Ueshibe. 
Yoshimitsu Yamada je glavni instruktor New York Aikikaija, predsjednik Aikido saveza Sjedinjenih Američkih Država (USAF) i predsjedatelj Aikido saveza Latinske Amerike (ULAIAF). U siječnju 2011. Yamada je prihvatio poziv da postane pokrovitelj Aikikai Australije. Održava seminare u Sjedinjenih Američkih Država, kao i Latinskoj Americi, Rusiji, Francuskoj, Njemačkoj i drugim krajevima širom svijeta.
Smrću svojih kolega Akire Toheija 1999. godine, Mitsunarija Kanaija 2004. godine, te Seiichija Suganoa i Nobuyoshija Tamure 2010. godine, Yamada je jedan od najstarijih živih predstavnika posljednje generacije izravnih učenika Moriheija Ueshibe.
Živi u New Yorku i aikido podučava u New York Aikikaiju.

## Vanjske povezice
- New York Aikikai
- United States Aikido Federation
- Interview with Aikido Shihan Yoshimitsu Yamada, Part 1
- Interview with Aikido Shihan Yoshimitsu Yamada, Part 2